# InterContinental Hotels Group
InterContinental Hotels Group (IHG, произносится «Интерконтинентал Хотелс Груп», NYSE: IHG, LSE: IHG) — британская компания, оператор гостиничных сетей. Штаб-квартира — в городе Денхэм, графство Бакингемшир.
Образована в 2003 году в ходе разделения компании Six Continents Plc.
Владельцы (данные Bloomberg.): 93,11 % акций в свободном обращении, крупнейшие институциональные инвесторы — Cedar Rock Capital (7,11 %), Blackrock (6,73 %), FundSmith LLP (6,16 %). Капитализация — $9,8 млрд.
Председатель совета директоров компании — Патрик Сеско. Главный управляющий — Ричард Соломонс.

## Деятельность
Intercontinental Hotels Group является крупнейшей в мире сетью отелей по числу номерного фонда. Компания владеет, управляет, предоставляет франшизы для более чем 5300 отелей почти в 100 странах. Общий номерной фонд более 800 000 номеров. Ей принадлежат такие бренды, как InterContinental, Regent, Kimpton, Hualuxe, Crowne Plaza, Hotel Indigo, Holiday Inn, Holiday Inn Express, Holiday Inn Resort, Holiday Inn Club Vacations, Even Hotels, Staybridge Suites, Candlewood Suites, Avid.
Выручка за 2017 год составила 1,784 млрд $, чистая прибыль — 763 млн $.
В 2018 году планируются к открытию 1655 отелей (244 146 комнат).

### InterContinental Hotels Group в России и странах СНГ
В России гостиницы сети действуют в семи городах — в Москве, Воронеже, Самаре, Челябинске, Санкт-Петербурге, Уфе и Калининграде.
27 августа 2009 года в Киеве открылась первая в сети гостиница на Украине. В Казахстане, в Алматы работает одна гостиница и одна планируется к открытию в 2021 году. В столице Белоруссии Минске — одна гостиница. 18 июня 2021 года открылась гостиница в городе Баку. В 2023 году гостиница Crowne Plaza Tashkent открылась в г. Ташкенте, Узбекистан.
28 января 2019 года журнал Forbes представил рейтинг «Крупнейшие отельные сети России». Сеть отелей InterContinental Hotels Group, владеющая 21 объектом в 6 регионах России, заняла четвёртое место в данном рейтинге. В 2018 году доход InterContinental Hotels Group от деятельности на территории России составил 124 000 000 долларов.
27 июня 2022 года InterContinental Hotels Group (IHG) сообщила, что прекращает всю деятельность в России. Об этом сообщила пресс-служба компании.
- Московский отель InterContinental Hotel Moscow сменил название на Continental.
- Отель Holiday Inn Express Moscow Baumanskaya теперь работает под брендом Pana Express Baumanskaya hotel.
- Holiday Inn Express Paveletskaya теперь называется Cosmos Smart Dubininskaya Hotel.
- Crowne Plaza Moscow WTC стала Plaza Garden Moscow WTC.
- Гостиница Holiday Inn Express Moscow Khovrino получила имя Satelinn Moscow Khovrino.

- Crowne Plaza St.Petersburg Airport, которая раньше входила в сеть IHG, стала Airportcity Plaza.
- Crowne Plaza St. Petersburg Ligovsky Hotel теперь называется Crown Hotel by Renaissance Development.
- Holiday Inn Express Voronezh сменили бренд на Cosmos Smart. Теперь гостиница в Воронеже называется Cosmos Smart Voronezh Hotel.
- Crowne Plaza в Уфе стала SheratonPlaza Ufa Congress Hotel.